# Andreas Aabel Bjørneboe
Pour les articles homonymes, voir Bjørneboe.
 (octobre 2014).
Si vous disposez d'ouvrages ou d'articles de référence ou si vous connaissez des sites web de qualité traitant du thème abordé ici, merci de compléter l'article en donnant les références utiles à sa vérifiabilité et en les liant à la section « Notes et références ».
Andreas Aabel Bjørneboe est un danseur norvégien né le 5 février 1968.
En 2000 et 2001, il était un danseur au Théâtre norvégien de musique Baardar, et en 2003 il était chorégraphe pour les Ballet Builders de New York avant de partir pour le Ballet de l'Opéra national de Paris.